# Nimbus cartalinius
Nimbus cartalinius är en skalbaggsart som beskrevs av Olsoufieff 1918. Nimbus cartalinius ingår i släktet Nimbus och familjen Aphodiidae. Inga underarter finns listade i Catalogue of Life.